# Ottavio Bandini
Ottavio Bandini (ur. 25 października 1558 – zm. 1 sierpnia 1629) – włoski kardynał.

## Życiorys
Pochodził z Florencji, z rodziny senatorskiej. Studiował we Florencji, Paryżu, Salamance i Pizie, uzyskując tytuł doktora prawa. Papież Grzegorz XIII mianował go protonotariuszem apostolskim. Prefekt obu konklawe 1590. Wicelegat w Bolonii 1593-95. Arcybiskup Fermo 1595-1606.
Papież Klemens VIII w czerwcu 1596 kreował go kardynałem prezbiterem S. Sabina, przez resztę jego pontyfikatu służył w administracji Państwa Kościelnego jako legat w Romanii (1597-98) i Marche (1598-1604). Protoprezbiter S. Lorenzo in Lucina 1618-21, po konklawe 1621 uzyskał promocję do suburbikarnej diecezji Palestrina. Biskup Porto e Santa Rufina i subdziekan kolegium kardynalskiego 1624-26. Dziekan Kolegium Kardynalskiego i biskup Ostii i Velletri od września 1626 aż do śmierci. Zmarł w Rzymie 1 sierpnia 1629 o godzinie 8 rano.